# Jochen Janssen
Pour les articles homonymes, voir Janssen.
Jochen Janssen, né le 22 janvier 1976 à Hasselt, est un joueur de football belge qui évolue comme attaquant de pointe. Il est retraité depuis 2013.

## Carrière
Jochen Janssen joue en équipes d'âges d'abord au FC Hechtel, puis rejoint Lommel en 1990. Il joue la saison 1994-1995 pour Overpelt Fabriek, et revient ensuite à Lommel, où il intègre le noyau professionnel. Il a pour coéquipiers des joueurs comme Marc Hendrickx, Khalilou Fadiga ou Jacky Mathijssen. Le jeune Limbourgeois fait ses débuts professionnels en 1995 contre le Standard de Liège. Malgré son jeune âge, il devient rapidement une des valeurs sûres de l'effectif, et forme une paire d'attaquants redoutable avec le polonais Mirosław Waligóra. Il inscrit peu de buts, mais crée des espaces dans les défenses adverses dont son compère profite régulièrement. Ses bonnes prestations lui valent ses premières sélections avec les espoirs belges. En 1996, Walter Meeuws devient l'entraîneur de Lommel, et Janssen reçoit moins de temps de jeu. En fin de saison, il décide de quitter le club, et est transféré à Westerlo, entraîné par Jos Heyligen.
Dans son nouveau club, qui dispute sa première saison en première division, Jochen Janssen forme le duo d'attaque avec Toni Brogno. Il inscrit 11 buts lors de la saison 1997-1998, faisant de lui le meilleur buteur du club. La saison suivante, Brogno et lui inscrivent plus de la moitié des buts de l'équipe. Son coéquipier sera récompensé par une première sélection en équipe nationale, et lui est transféré au FC Bruges pour 45 millions de francs belges, soit environ 1.1 million d'euros, une grosse somme pour un joueur belge à l'époque.
Malgré une forte concurrence, notamment d'Andrés Mendoza ou Edgaras Jankauskas, Jochen Janssen reçoit la confiance de l'entraîneur René Verheyen et s'impose comme titulaire dans l'attaque brugeoise. Lors de sa première saison, il joue 32 matches et inscrit 13 buts en championnat. Il découvre également la Coupe d'Europe, et inscrit 2 buts lors d'une victoire 4-2 contre l'Hapoël Haïfa, ce qui n'empêche pas le club d'être éliminé. En 2000, l'entraîneur Verheyen est remplacé par le Norvégien Trond Sollied, qui donne la préférence dans l'équipe à son compatriote Rune Lange et au dribbleur Mendoza. Durant le mercato d'hiver, la direction du club reçoit deux propositions concrètes, l'une du RKC Waalwijk aux Pays-Bas, l'autre de l'Austria Vienne en Autriche. Janssen choisit l'Autriche.
Le club autrichien, dont le directeur technique à l'époque est Arie Haan, débourse environ 1.75 million d'euros pour s'attacher les services du joueur. Jochen Janssen joue régulièrement dans l'équipe, mais ne parvient pas à s'imposer à Vienne. En fin de saison, il quitte le club et signe au RKC Waalwijk pour 1.3 million d'euros. Le club, entraîné alors par Martin Jol, réalise le plus gros transfert entrant de son Histoire. Il participe à la majorité des matches comme titulaire, mais trouve rarement le chemin des filets, au contraire de son équipier à l'attaque Rick Hoogendorp, le meilleur buteur du club de tous les temps.
Après deux saisons aux Pays-Bas, il est prêté pour un an à Saint-Trond durant l'été 2003. Il retrouve son ancien coéquipier Jacky Mathijssen, devenu entraîneur des « Canaris ». Pour la première fois de sa carrière, Janssen se retrouve dans un club qui joue pour le maintien. Il devient néanmoins un joueur de base dans l'effectif, mais ne marque que 6 buts sur la saison. En juin, son prêt terminé, il retourne à Waalwijk, que vient de quitter Martin Jol, devenu entraîneur adjoint à Tottenham. Il est remplacé par Erwin Koeman, qui offre à tous les joueurs l'occasion de jouer et démontrer leur valeur, sans tenir compte du passé. Mais Jochen Janssen ne marque pas assez de buts, et durant la trêve hivernale, il est prêté pour six mois à Den Bosch, dernier du classement, qui espère éviter la relégation grâce à lui. Il revient encore une fois à Waalwijk, déterminé à s'imposer avec le nouvel entraîneur Adrie Koster. Mais il n'obtient pas une place de titulaire, et se blesse gravement au tendon d’Achille en fin de saison, alors que son contrat prend fin.
Jochen Janssen reste éloigné des terrains pendant plusieurs mois. Une fois guéri de sa blessure, il s'entraîne avec les joueurs du KVSK United, « successeur » de son club formateur, Lommel. En 2007, il finit par recevoir un contrat lui permettant de jouer dans l'équipe de Guido Brepoels. Il devient rapidement titulaire sur le front de l'attaque, mais après la trêve hivernale, il joue de moins en moins. Finalement, la direction du club lui annonce que son contrat ne sera pas prolongé en fin de saison, et qu'il peut partir pour un autre club. Durant l'été 2008, il rejoint alors Bocholt, club de Division 3. Il passe quatre saisons au club, inscrivant quarante buts en championnat. En mai 2012, il rejoint le KS Kermt-Hasselt, tout juste relégué en Promotion. Il l'aide à remonter en Division 3 via le tour final en fin de saison puis décide de prendre sa retraite sportive.

## Palmarès
néant.

## Statistiques par saison
| Saison    | Club               | Pays  | Championnat | Matches | Buts |
| --------- | ------------------ | ----- | ----------- | ------- | ---- |
| 1995-1996 | Lommel             |       | Division 1  | 31      | 3    |
| 1996-1997 | Lommel             |       | Division 1  | 26      | 3    |
| 1997-1998 | Westerlo           |       | Division 1  | 34      | 11   |
| 1998-1999 | Westerlo           |       | Division 1  | 32      | 15   |
| 1999-2000 | FC Bruges          |       | Division 1  | 32      | 13   |
| 2000-2001 | FC Bruges          |       | Division 1  | 15      | 4    |
| 2000-2001 | FK Austria Vienne  |       | Division 1  | 12      | 2    |
| 2001-2002 | RKC Waalwijk       |       | Division 1  | 27      | 7    |
| 2002-2003 | RKC Waalwijk       |       | Division 1  | 31      | 5    |
| 2003-2004 | Saint-Trond (prêt) |       | Division 1  | 32      | 6    |
| 2004-2005 | RKC Waalwijk       |       | Division 1  | 15      | 2    |
| 2004-2005 | Den Bosch (prêt)   |       | Division 1  | 17      | 2    |
| 2005-2006 | RKC Waalwijk       |       | Division 1  | 20      | 3    |
| 2007-2008 | KVSK United        |       | Division 2  | 28      | 6    |
| 2008-2009 | Bocholt            |       | Division 3  | 28      | 15   |
| 2009-2010 | Bocholt            |       | Division 3  | 29      | 14   |
| 2010-2011 | Bocholt            |       | Division 3  | 14      | 4    |
| Total     | Total              | Total | Total       | 423     | 115  |